# Тихі трієчники
«Тихі трієчники» — радянський двосерійний телефільм 1980 року, знятий режисером В'ячеславом Никифоровим на кіностудії «Білорусьфільм».

## Сюжет
Телефільм розповідає про веселі пригоди двох хлопчаків-трієчників, Вовки та Валерки, які, захопившись пошуками підземної річки, дійшли висновку, що без знань їхні зусилля не можуть увінчатися успіхом.

## У ролях
- Дмитро Андрієвський — Вовка Вєдєнєєв
- Сергій Скрібо — Валентин Хрупалов
- Олена Антонюк — Воловенко, однокласниця
- Валентин Юцкевич — Веня Сізов, юний винахідник
- Олександр Березень — Шурік Семенкін, однокласник, який хотів приєднатися до хлопців
- Марина Левтова — Аліна Вадимівна, вчителька, класний керівник
- Євгенія Ханаєва — Лідія Павлівна, енергійна бабуся Валентина Хрупалова
- Олена Драпеко — Галина Сергіївна, мати Вєдєнєєва
- Дальвін Щербаков — Олександр Іванович, батько Вєдєнєєва
- Ольга Остроумова — Рая, сусідка Вєдєнєєвих, до якої сватався Герман
- Альберт Філозов — Герман Семенович
- Іван Рижов — дід Никифор, сусід Вєдєнєєвих, улюбленець дітлахів
- Віктор Мірошниченко — дядько Петя, «перехожий», який стежив за хлопцями
- Таїсія Литвиненко — епізод
- Іра Кривошанова — епізод
- Є. Градов — епізод
- Борис Черкасов — епізод
- П. Клімукін — епізод
- Геннадій Мухін — епізод
- Олена Шабаліна — епізод
- Олена Будінас — однокласниця
- Олеся Шополова — епізод
- Костянтин Михайлов — епізод
- Альоша Плоткін — епізод
- Тимур Пекарський — епізод
- Діма Оксанченко — епізод
- Ігор Бобков — епізод
- Олег Попов — епізод

## Знімальна група
- Режисер — В'ячеслав Никифоров
- Сценарист — Володимир Потоцький
- Оператор — Анатолій Зубрицький
- Композитор — Валерій Іванов
- Художник — Ігор Топілін